# Money Mad
Money Mad é um filme mudo de 1908 norte-americano em curta-metragem, do gênero policial, dirigido por D. W. Griffith.

## Elenco
- Charles Inslee
- George Gebhardt
- Arthur V. Johnson
- Florence Lawrence
- Jeanie MacPherson
- Mack Sennett
- Harry Solter